# Alfonso Cuarón
Alfonso Cuarón Orozco (Mexico-Stad, 28 november 1961) is een Mexicaans filmregisseur, scenarist en filmproducer. In 2014 en 2019 won hij een Oscar voor beste regie, voor respectievelijk de films Gravity en Roma. Hij werd in 2003 één keer (als scenarist van Y tu mamá también) en in 2007 twee keer (als scenarist van Children of Men én voor de montage hiervan) genomineerd voor een Oscar. Meer dan vijftig andere prijzen werden hem daadwerkelijk toegekend, waaronder een Golden Globe voor het regisseren van Gravity (2013) en BAFTA Awards in 2004 (als regisseur van Harry Potter and the Prisoner of Azkaban), 2007 (als een van de producenten van El laberinto del fauno) en 2013 (als regisseur en producent van Gravity).

## Biografie
Cuarón is de zoon van Alfredo Cuarón, een hartspecialist. Cuarón studeerde film en filosofie aan de Nationale Autonome Universiteit van Mexico (UNAM). Daarna werkte hij voor de televisie, eerst als technicus, later als regisseur. Daardoor werd hij gevraagd als mederegisseur voor verschillende Latijns-Amerikaanse films, zoals Gaby: A True Story en Romero, en in 1991 kreeg hij zijn eerste grote filmopdracht.
Sólo con tu pareja was een donkere komedie over een zakenman en vrouwenversierder die te weten komt dat hij aids heeft. De film was een grote hit in Mexico en ook daarbuiten. Regisseur Sydney Pollack was zo onder de indruk dat hij Cuarón vroeg om een episode van Fallen Angels te maken. Anderen die dit deden waren Steven Soderbergh, Jonathan Kaplan, Peter Bogdanovich en Tom Hanks.
In 1995 maakte Cuarón zijn eerste film in de Verenigde Staten: A Little Princess. Vervolgens kwam er een verfilming van Great Expectations, het boek van Charles Dickens, met Ethan Hawke, Gwyneth Paltrow en Robert De Niro.
Cuaróns volgende project bracht hem weer naar Mexico met de film Y tu mamá también, een provocerende en controversiële komedie. Door de open seksualiteit en de brutale humor, naast de politieke en sociale verwijzingen, werd de film een internationale hit en gewaardeerd door de critici. Hij kreeg hiervoor een nominatie voor een Academy Award samen met medeschrijver Carlos Cuarón.
In 2004 regisseerde Cuarón de derde film in de Harry Potterserie, Harry Potter and the Prisoner of Azkaban. In 2006 kwam hij met Children of Men – een adaptatie van een roman van P.D. James. Hij regisseerde, schreef en produceerde de in 2013 uitgebrachte film Gravity die een jaar later bij de 86e Academy Awards zeven Oscars won, waaronder die voor beste regie.

## Filmografie
Als regisseur:
- Roma (2018) (tevens scenario, montage en camerawerk)
- Gravity (2013)
- The Memory of Running (2007)
- México '68 (2007)
- Children of Men (2006)
- Paris, je t'aime (2006) (segment "Parc Monceau")
- Harry Potter and the Prisoner of Azkaban (2004)
- Y tu mamá también (2001)
- Great Expectations (1998)
- Sistole Diastole (1997)
- A Little Princess (1995)
- Sólo con tu pareja (1991)
- Who's He Anyway (1983)
- Cuarteto para el fin del tiempo (1983)

Als producer:
- Roma (2018)
- Gravity (2013)
- The History of Love (2007)
- The Memory of Running (2007)
- México '68 (2007) (aangekondigd)
- El laberinto del fauno (2006)
- The Assassination of Richard Nixon (2004)
- Crónicas (2004) (producer)
- Y tu mamá también (2001) (producer)
- Sólo con tu pareja (1991) (producer)
- Camino largo a Tijuana (1991) (coproducer)